# Ahmed Dabbah
Ahmed Dabbah (hebrejsky אחמד דבאח, Achmed Dabach, arabsky احمد ذباح, narozen 27. ledna 1955) je izraelský politik a bývalý poslanec Knesetu za stranu Kadima.

## Biografie
Patří do komunity izraelských Arabů. Od svých dvaceti se veřejně angažuje. Profesí je podnikatel. Vlastní řetězec supermarketů a jatka. Má devět dětí. V roce 1992 vstoupil do strany Likud a sertval v ní až do počátku 21. století, kdy se Ariel Šaron od Likudu odtrhl a založil novou stranu Kadima. Podle kuloárních informací citovaných listem The Jerusalem Post ho dokonce měl Ariel Šaron zamýšlet umístit vysoko na kandidátce Kadimy již ve volbách do Knesetu v roce 2006, ale po Šaronově onemocnění ho jeho nástupce Ehud Olmert ve volbách roku 2006 nechal zařadit až na nevolitelné 51. místo na kandidátní listině. V době nástupu do parlamentu působil jako starosta města Dejr al-Asad (předtím byl starostou dočasně existujícího města Šagor). Angažoval se jako místní aktivista strany Kadima mezi izraelskými Araby a podporoval ambice Šaula Mofaze stát se novým předsedou strany. V primárkách Kadimy získal Mofaz z Dejr al-Asad 1121 hlasů.
Do Knesetu nastoupil 16. srpna 2012 za stranu Kadima jako náhradník poté, co na rezignoval poslanec Avi Dichter. V parlamentu setrval do voleb v roce 2013. Jeho nástup do parlamentu posunul na nový rekord zastoupení Arabů v Knesetu - 17 poslanců. Byl zároveň prvním arabským (nedrúzským poslancem strany Kadima).